# Poszechonje
Poszechonje (ros. Пошехонье) – miasto w środkowej części Rosji, w obwodzie jarosławskim.
Miasto położone jest na prawym brzegu rzeki Sogoża przy zbiorniku rybińskim, 65 kilometrów na północ od Rybińska, 151 kilometrów na północ-zachód od 
Jarosławia. 

## Historia
W XVII wieku na terenie nowoczesnego miasta Poszechonje znajdowała się wieś Pertoma, której w 1680 znajdował się Urząd Wojewódzki. W 1777 dekretem carycy Katarzyny II wieś uzyskała prawa miejskie i została wyznaczona do namiestnictwa jarosławskiego.
W XVIII wieku w Poszechonje rozwijał się przemysł metalurgiczny (wyrabiano subtelne produkty ze złota, srebra, aluminium).
W roku 1918 miasto  Poszechonje zostało przemianowane na Poszechonje-Wołodarsk, na cześć rewolucjonisty W. Wołodarskiego. W 1992 r. miasto powróciło do nazwy Poszechonje.
Określenie „poszechon” pochodzi od nazwy miasta, często odwołuje się do części prowincjonalnych i znajdujących się od strony pustyni.